# Csipkerek
Csipkerek è un comune dell'Ungheria di 410 abitanti (dati 2001). È situato nella contea di Vas.